# RNF122
RNF122‏ (Ring finger protein 122) هوَ بروتين يُشَفر بواسطة جين RNF122 في الإنسان.